# Königreich León
Das im Nordwesten der Iberischen Halbinsel gelegene Königreich León wurde im Jahr 910 gegründet, als sich das Königreich Asturien nach dem Tod Alfons’ III. des Großen auflöste. Hauptstadt war die Stadt León.

## Geschichte
Das ursprüngliche Gebiet konnte bereits unmittelbar nach Gründung des Königreiches nach Süden und Osten erweitert werden; die neu gewonnenen Territorien wurden mit Burgen überzogen. In den folgenden Jahrzehnten wurden auch Galicien und Asturien eingegliedert, so dass das Königreich León als Nachfolgestaat des Königreichs Asturien gelten kann. In den 930er Jahren machte Ferdinand González die Grafschaft Burgos unabhängig und nannte das Land nach den vielen Burgen „Kastilien“. Er verbündete sich mit dem Kalifat von Córdoba gegen León, bis er im Jahr 966 von Sancho dem Dicken aufgehalten wurde.
León wurde im Jahr 1037 von König Ferdinand I. von Kastilien erobert, der auch den Titel „König von León“ annahm. Die beiden Königreiche brachen 1157 wieder auseinander, als König Alfons VII. eine Erbteilung unter seinen Söhnen vornahm. Um das Jahr 1230 wurden sie von Ferdinand III. endgültig wieder im Königreich Kastilien vereinigt. Seither nannten sich die Könige von Kastilien auch Könige von León und führten den purpurnen Löwen im Wappen.
Vor dem Zusammenschluss mit Kastilien leistete das Königreich León einen Großteil der Anstrengungen und Kriegslasten bei der Rückeroberung (reconquista) des Nordwestens der Iberischen Halbinsel. Bereits nach der für die Christen siegreichen Schlacht von Simancas (939) wurde die Grenze zwischen den christlichen Königreichen im Norden und dem Kalifat von Córdoba im Süden über den Río Duero hinaus nach Süden verschoben. Zum vergrößerten Königreich León gehörten nunmehr auch die bedeutsamen Städte Zamora, Toro und Salamanca.

### Neuzeit
Im vereinigten Königreich Spanien wurde León zu einem Generalkapitanat, bis das Gebiet im Jahr 1833 von Francisco Javier de Burgos in Provinzen aufgeteilt wurde. Die ehemaligen Länder von León stellen heute ganz oder teilweise das Territorium der autonomen Gemeinschaften von Kastilien und León, Galicien, Extremadura und Asturien, sowie den Norden von Portugal.

## Flagge und Wappen

Königliche Flagge 1105 bis 1230
Siegel Ferdinand II.  1157 bis 1180
Schild Ferdinand II.
Siegel Alfons IX. 1180 bis 1230
Schild Alfons IX.
Wappen der Krone von Kastilien (1284–1390)
Königliches Wappen vom 16. bis 19. Jahrhundert.